# Suhoj-Gulfstream S-21
Suhoj-Gulfstream S-21 je predlagano nadzvočno poslovno letalo, ki bi ga skupaj razvili ruski konstruktorski biro Suhoj in ameriški izdelovalec luksuznih poslovnih letal Gulfstream Aerospace. Letalo naj bi imelo kodno ime S-21.  Trg nadzvočnih poslovnih letal je vprašljiv, zato je bilo veliko odlaševanj. Pozneje je Gulfstream odstopil od projekta, Suhoj pa je nadaljeval z delom.
Letalo naj bi letelo pri hitrost Mach 2+. Za izdelavo bi zahtevalo bolj sofisticirane materiale kot običajna podzvočna letala. Precej večja bi bila tudi poraba goriva in stroški obratovanja. Problem bi bil tudi hrup na zemlji (pok) , kljub visoki višini leta. 

## Tehnične specifikacije
(okvirne specifikacije)
- Posadka: 2
- Kapaciteta: 6–10 potnikov
- Dolžina: 124,2 ft (37,86 m)
- Razpon kril: 65,4 ft (19,93 m)
- Naklon kril: 32° razprta (68° zložena)
- Višina: 27,1 ft (8,26 m)
- Prazna teža: 54 167 lb (24 570 kg)
- Uporaben tovor: 2 000 lb (907 kg)
- Maks. vzletna teža: 114 200 lb (51 800 kg)
- Gorivo: 58 465 lb (26 519 kg)
- Motorji: 3 × Aviadvigatel D-21A1 turbofani, 16 535 lbf (73,55 kN) vsak

- Maks. hitrost: 1 483 mph (2 386 km/h)
- Potovalna hitrost: 1 483 mph (2 386 km/h)
- Dolet: pri Mach 1,4: 2 715 mi (4 369 km); pri Mach 0,95: 4 600 mi (7 403 km)
- Višina leta (servisna): 63 900 ft (19 477 m)
- Razmerje potisk/teža: 0,43

## Nadvzočna letala
- Nadzvočno letalo
- Tupoljev Tu-444
- Aerion SBJ
- Quiet Spike
- SAI Quiet Supersonic Transport
- Spike S-512
- Reaction Engines A2
- Zero Emission Hyper Sonic Transport
- HyperMach SonicStar
- Nadzvočno letalo nove generacije